# Adobe Streamline
Adobe Streamline ist ein von Adobe Inc. entwickelte Software, um Raster- in Vektorgrafiken umzuwandeln. Es war ein sehr populäres Werkzeug für Grafiker, wurde jedoch von Adobe nicht mehr weiterentwickelt.
Nach Adobe wurden die Streamline-Funktionen in Adobe Illustrator ab Version CS integriert und „abpausen“ genannt.